# Homecoming (Glee)
"Homecoming" er den anden episode af den sjette sæson af den amerikanske musikalske tv-serie Glee, og den 110. overordnet set. Episoden blev skrevet af seriens medskaber Ryan Murphy, instrueret af executive producer Bradley Buecker, og første gang sendt den 9. januar 2015 på Fox i USA sammen med den tidligere episode, "Loser Like Me", som en særlig to- time premiere.
Episoden finder sted i dagene omkring hjemkomsten på McKinley High, da Rachel Berry (Lea Michele) forsøger at genoplive koret på McKinley med hjælp fra Kurt Hummel (Chris Colfer), men Principal Sue Sylvester (Jane Lynch) fortsætter med at modarbejde hende. Rachel beslutter at bringe de tidligere kormedlemmer tilbage i et forsøg på at rekruttere nye talenter.

## Plot
Blaine Anderson (Darren Criss), nu træner for Dalton Academy Wablers, møder den første kvindelige studerende som gør på Dalton, Jane Hayward (Samantha Marie Ware), der ønsker at gå til audition for at blive en Warbler. Blaine, Rachel Berry (Lea Michele), nu korleder for New Directions bliver hjulpet af Kurt Hummel (Chris Colfer), deres ven Sam Evans (Chord Overstreet), og Will Schuester (Matthew Morrison), nu korleder for Vocal Adrenaline, accepterer ikke at sabotere et af de øvriges bestræbelser på showkor. Da Rachel søger efter nye talenter, bringer hun de tidligere kormedlemmer Puck (Mark Salling), Quinn (Dianna Agron), Santana (Naya Rivera), Mercedes (Amber Riley), Brittany (Heather Morris), Artie (Kevin McHale) og Tina (Jenna Ushkowitz) tilbage for at få hjælp.
Rachel mødes kortvarigt med den nye elev Roderick (Noah Guthrie), men hendes begejstring skræmmer ham væk. Blaine spørger Rachel, om hun vil træne Jane til hendes kommende Warbler audition. Kurt forsøger at få den homoseksuelle fodboldspiller Spencer Porter (Marshall Williams) til at deltage, men Spencer er ikke interesseret. Jane laver en audition til Wablerne og gør det godt, men hun nægtes medlemskab af de andre medlemmer, som er tilbageholdende med at ændre deres status quo. Blaine sværger at kæmpe for Janes adgang. Santana, Quinn, Artie, og Brittany performer for Cheerios og fanger Mason McCarthy og Madison McCarthys (Billy Lewis Jr. og Laura Dreyfuss) interesse, mens genforenes også med den tidligere kormedlem Kitty Wilde (Becca Tobin), men hun er ikke interesseret i koret mere og afskrækker de andre Cheerios fra at gøre det.
Rachel hører en stemme synge og opdager det er Roderick. De tidligere kormedlemmer overbevise ham om at han skal til audition, og han gør det med succes, og bliver den første officielle nye medlem. Principal Sue Sylvester (Jane Lynch) forsøger at bestikke Spencer til at sabotere koret, men han nægter. Jane overføres til McKinley High og slutter sig til koret, som hidser Blaine op, der ser dette som en ende på deres løfter om ikke at sabotere hinandens kor, og han siger deres alliance er nu overstået. Mason og Madison, der er karaokemestre, tilmeldes også koret.

## Produktion
Tilbagevendende tilbagevendende karakterer, der vises i episoden omfatter de tidligere kormedlemmer, som nævnt i plottet, samt den tidligere bølle Dave Karofsky (Max Adler) som Blaines kæreste, og Becky Jackson (Lauren Potter). Tre nye tilbagevendende figurer blev induceret: de nye kormedlemmer Mason McCarthy og Madison McCarthy (Billy Lewis Jr. og Laura Dreyfuss), og tidligere Dalton studerende og nye Glee Club medlem Jane Hayward (Samantha Marie Ware). Den nyligt indførte karakterer Roderick (Noah Guthrie) er nu et kormedlem, mens den homoseksuelle fodboldspiller Spencer Porter (Marshall Williams) er uafklaret.
Musikken fra denne episode, er på EPen Glee: The Music, Homecoming blev udgivet den 5. januar 2015.

## Modtagelse

### Vurderinger
Episoden fik 2.34 millioner seere og en bedømmelse på 0,7 ud af 2 i aldersgruppen 18-49, hvilket gør den sjette sæsons premiere, til den mindst sete sæsonpremiere i showets historie.

### Kritisk respons
"Homecoming" fik positive anmeldelser af kritikere. Lauren Hoffman fra Vulture sagde, at episodens finalenummer "Home" var "lovligt rørende, selv om det bare kunne være kammeratskabet og holde i hånd og fyrværkeri.". Christopher Rogers fra Hollywood Life sagde, at han "elskede sæson seks premiere og føler, at Glee kommer til at gå ud med et brag". A.V. Clubs Brandon Nowalk sagde, at "Homecoming" var "klassisk Glee" og "i slutningen af timen forpligter [Glee] sig til sine fire nye karakterer så stærkt, at jeg bevæges af gestus, som jeg ved en gryende erkendelse af, at jeg faktisk godt lide de nye børn." Miranda Wicker fra TV Fanatic gav udtryk for, at hun ikke kan holde op at se Glee. "Når New Directions kommer ind i dit blod, er de kommet for at blive", sagde hun.

## Eksterne links
- Homecoming på Internet Movie Database (engelsk)
- Homecoming hos TV.com (engelsk)